# Melchor Múzquiz
José Ventura Melchor Ciriaco de Eca y Múzquiz de Arrieta, né le 5 janvier 1790 dans l'État de Coahuila et mort le 14 décembre 1844 à Mexico, est un homme d'État et général mexicain. Commandant en chef de l'armée républicaine dite de libération, il renverse le dictateur Anastasio Bustamante en août 1832 et rétablit la République fédérale. Il en devient alors le quatrième président de la République. Il démissionne quatre mois plus tard en décembre 1832 après l'installation de Manuel Gómez Pedraza, élu en 1829 pour un mandat de 4 ans, et donc président légitime du Mexique. En 1835, Múzquiz participe à la chute du dictateur Santa Anna aux côtés du général Miguel Barragán, qui élabore une nouvelle constitution et met en place une république centraliste.

## Biographie

### Les débuts du Mexique
Múzquiz étudie au Colegio de San Ildefonso à Mexico. Alors qu'il est encore étudiant, il s'enrôle dans l'armée aux côtés des forces du général Ignacio López Rayón en 1810 à Coahuila pour lutter pour l'indépendance du Mexique vis-à-vis de l'Espagne. Il participe ainsi à de nombreuses batailles. En 1812, il est fait lieutenant. L'année suivante, il dirige l'infanterie pour la défense de Zacapu. En novembre 1816, devenu colonel, il est fait prisonnier au fort Monteblanco, près de Cordoue, Veracruz. Il est libéré sous une amnistie générale, même s'il refuse de donner sa parole au sujet qu'il ne se battrait plus contre le gouvernement de la Nouvelle-Espagne.
En 1821, après l'indépendance du Mexique, il soutient le Plan d'Iguala, qui aboutit à l'avènement de Agustín de Iturbide en tant que premier empereur du Mexique. Cependant, en tant que député au Congrès, il n'approuve pas ce résultat car il reste fermement républicain. Lui et d'autres députés proposèrent qu'Iturbide soit déclaré traître. Lors de la rébellion contre l'empereur, il rejoint le Plan de Casa Mata, sans avoir la confiance des autres dirigeants rebelles, qui le considèrent comme un radical.

### Sous la République

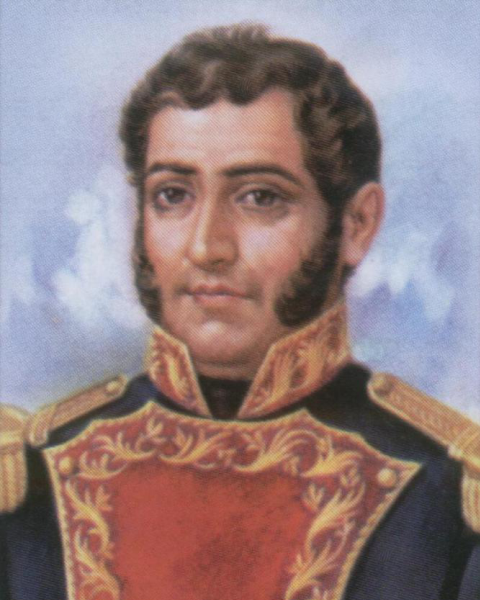
Melchor Múzquiz, président du Mexique.

De 1823 à 1824, il est le chef politique suprême de la province de Mexico. Le 2 mars 1824, avec l'avènement de la République fédérale, le nouveau Congrès mexicain change son titre de gouverneur de l'État du Mexique. Il revint pour une seconde période en tant que gouverneur de l'État du 26 avril au 1er octobre 1830.
Il est également général d'une division sous la présidence de Guadalupe Victoria et commandant militaire de Puebla. À Puebla, avec le général Filisola, il se soulève contre le président Vicente Guerrero le 10 décembre 1828. Múzquiz ignore que ce soulèvement permet par la suite au général Anastasio Bustamante de prendre les pleins pouvoirs et de suspendre le régime fédéral républicain. 

### Président fédéral
En 1832, opposé au gouvernement de Bustamante, il organise une rébellion et lève une nouvelle armée, l'armée républicaine dite de la libération, qui profite du départ de Bustamante de la capitale pour combattre ses partisans et rétablir la République. Après le triomphe de son armée, Múzquiz est désigné président fédéral de la République par le Congrès le 14 août 1832. Refusant de se maintenir plus longtemps au pouvoir tout en organisant une nouvelle échéance électorale, il démissionne le 24 décembre 1832 en travaille à l'installation du général Manuel Gómez Pedraza, président légitime du Mexique élu le 3 décembre 1828 pour un mandat de 4 ans, devant prendre fin le 1er avril 1833. 
Après son départ du pouvoir, il continue à combattre les généraux Bustamante et Santa Anna et participe à la construction du régime républicain centraliste avec le général Miguel Barragán comme président de la République. Pressenti pour lui succéder, il refuse de briguer la présidence. Il meurt en décembre 1844, dans la pauvreté. Il est enterré avec tous les honneurs dans le cimetière de Santa Paula. Múzquiz est officiellement fait benemérito de la patria en grado heroico, un honneur décerné par le Congrès.